# بول نيومان (كرة سلة)
بول نيومان (بالإنجليزية: Paul Neumann)‏ مواليد 30 يناير 1938، هو لاعب كرة سلة أمريكي معتزل. بدأ مسيرته الاحترافية في سنة 1961. تم اختياره من قبل فريق فيلادلفيا سفنتي سيكسرز خلال الدرافت. يبلغ طوله 6 قدم 1 بوصة (1.9 م). اعتزل اللعب في 1967. أحرز خلال مسيرته في الإن بي إيه 4989 نقطة بمعدل 11.0 نقطة في المباراة الواحدة.

## روابط خارجية
- بول نيومان على موقع إن بي أي (الإنجليزية)
- بول نيومان على موقع سبورتس رفرنس (الإنجليزية)
- بول نيومان على موقع كلية كرة السلة في سبورتس رفرنس.كوم (الإنجليزية)
- بول نيومان على موقع ريلجم (الإنجليزية)
- بول نيومان على موقع بروبوليرز (الإنجليزية)